# Pola Roberts
Pola Roberts (1936) was een Amerikaans jazz-drummer en percussionist. Roberts is autodidact die op bongo begon en uiteindelijk vanaf haar 17e drums is gaan spelen.

## Loopbaan
Gloria Coleman, een vrouwelijke bandleider, organiste en echtgenote van George Coleman, ontdekte Roberts en huurde haar om te spelen in haar band die geheel uit vrouwen bestond. In 1963 speelde organiste Gloria Coleman regelmatig met haar in een kwartet in een bar (Branker's) in Harlem. De opvallende aanwezigheid van twee vrouwelijke musici in een kleine groep gaf de titel aan het album Soul Sisters op het Impulse!-label.
Later verhuisde ze naar New York en speelde met Art Blakey, Stanley Turrentine, Max Roach, Art Blakey, George Benson en Jack McDuff.

## Discografie

### Als sidewoman
- Soul Sisters (Impulse!, 1963) met Gloria Coleman.